# 辛氏疣螈
辛氏疣螈（学名：Tylototriton sini），一种分布于中国广东省信宜市云开山地区的两栖动物，隶属于蝾螈科疣螈属。本种过去被记录为细痣疣螈（Tylototriton asperrimus），2021年研究人员经过形态学比较和分子生物学技术鉴定，确定为一新种。种加词源自中国著名生物学家辛树帜的姓氏。辛树帜在担任中山大学教授期间（1927－1931年），在中国南方的广西、广东、贵州、湖南和海南等地组织了多次生物学调查，推动了这些地区动植物研究的发展。他也是细痣疣螈标本的首位采集者，他采集的标本还包括棘侧蛙（Quasipaa shini）及著名的中国鳄蜥（Shinisaurus crocodilurus）。